# Newry and Mourne
Newry and Mourne is een voormalig district in Noord-Ierland. Het is sinds 2015 deel van het district Newry, Mourne and Down. Newry and Mourne telde in 2007 95.500 inwoners. De oppervlakte bedraagt 902 km², de bevolkingsdichtheid is 105,9 inwoners per km².
Van de bevolking is 18,5% protestant en 80,6% katholiek.
Antrim · Ards · Armagh · Ballymena · Ballymoney · Banbridge · Belfast · Carrickfergus · Castlereagh · Coleraine · Cookstown · Craigavon · Derry (Londonderry) · Down · Dungannon en South Tyrone · Fermanagh · Larne · Limavady · Lisburn · Magherafelt · Moyle · Newry and Mourne · Newtownabbey · North Down · Omagh · Strabane